# Rockhöflings
Rockhöflings ist ein Weiler der kreisfreien Stadt Kempten (Allgäu). Der Weiler liegt östlich der Bundesautobahn 7 in der Nähe Betzigaus.
Der Ort wurde 1526 als „Rogkenföls“ in der Betzigauer Pfarre erwähnt. Im Jahr 1819, ein Jahr nach der Bildung der Ruralgemeinde Sankt Mang, bestand Rockhöflings aus zwei Höfen mit sechs Personen, die zur Hauptmannschaft Lenzfried gehörten.
1900 standen in der damals noch als Einöde typisierten Siedlung in den zwei Höfen elf Bewohner. 1904 brannte ein Haus ab. 1954 lebten in Rockhöflings 16 Einwohner.